# VMware
A VMware Inc. egy szoftvercég, amely operációs rendszerek emulációjára és virtualizálásra szakosodott. Egyik legismertebb terméke a „VMware Workstation”. A vállalat növekedését megalapozó korai sikereket követően a vállalati stratégia fókuszában jelenleg (2017) különböző felhőalapú szolgáltatások és szoftveralapú hálózati infrastruktúra-megoldások állnak. A céget 2004 elején felvásárolta az EMC Corporation. Az EMC Corporationt, a meglevő VMware tulajdonrészével 2016 elején az iparág egyik legnagyobb tranzakciójának számító 67 milliárd dollárért felvásárolta a Michael Dell tulajdonában álló Dell, létrehozva a Dell Technologies Corporationt.

## Termékei

### VMware Workstation
A VMware Workstationnel Linux és Microsoft Windows alatt egy PC virtualizálása lehetséges.
A fizikailag rendelkezésre álló számítógépünk erőforrásaitól és operációs rendszerétől is nagymértékben függ a sebesség (processzor, memória stb).

#### Verziótörténet
- 2001. november 1. - VMware Workstation v3.0
- 2002. április 9. - Workstation v3.1 (Microsoft Tech-Ed 2002)[4]
- 2003. március 23. - Workstation version v4.0[5]
- 2004. április 5. - bejelentésre került a VMware Workstation v4.5[6]
- 2005. április 11. - Workstation v5.0[7]
- 2005. szeptember 12. - VMware Workstation (frissítés) 5.5[8]
- 2007. május 9. - VMware Workstation v6.0[9]
- 2008. szeptember 23. - VMware Workstation v6.5.0[10]

### VMware Server és ESX
A VMware Server és az ESX főképp szervereken való használatra ajánlja a cég. A VMware GSX utódja a VMware Server, amely szabadon letölthető.
A VMware terméktámogatást nyújt, s lehetséges a vCenter Serverhez való kapcsolódás is. A VMware Server úgynevezett hosted rendszerek, ez azt jelenti, hogy szükségük van egy létező operációs rendszerre, amely lehet Windows vagy Linux.
Az ESX egy saját kernelre épül, amelynek e miatt nincs szüksége egy operációs rendszerre, közvetlenül hardveren fut („bare metal” virtualizáció).
A 3-as verziójú ESX már támogatja az automatikus Load balancinget.

#### vCenter Server
A vCenter Server a VirtualCenter utódja. A vCenter Server lehetővé teszi a Server és az ESX, s azok virtuális gépeik központi adminisztrációját.
Segítségével nem szükséges mindegyik szerverre, s azok virtuális gépeinek az adminisztrációs konzoljára bejelentkezni.
A vCenter Serverrel virtuális infrastruktúrákat lehet megvalósítani. Ez azt jelenti, hogy például egy hálózatban 40 szervert látunk, holott igazából csak 2 fizikai szerver van, a többi virtuális.
A vCenter Server több szerverkomponensből áll: adatbázis /Acces/, Oracle, MYSQL Server, egy vagy több kliensekből. A kliens és a szerver közötti kommunikáció webszolgáltatáson keresztül valósul meg.

#### VMotion
A VMotion megvalósítja a vCenter Serverrel együtt, a futó virtuális gépek áttelepítését ESX-Server-ek közt. Mindehhez szükséges, hogy a virtuális merevlemezek egy Storage Area Networkön legyenek.
A VMotion Agentek elosztását a hostokra a vCenter Server intézi. Így minden hostnak egy, csak erre a célra létrehozott virtuális switchhez kell kapcsolódnia, amelyet egy fizikai hálózati kártyához kell kötni. Így költöztetjük át az adatokat a létrehozott „managelt hálózaton”.
Egy futó virtuális gép átköltöztetése egy másik ESX szerverre a következőképpen működik: először a virtuális gép merevlemeze írásvédetté változik meg, minden ettől a pillanattól való változás egy Redo-Logba íródik. Ugyanez történik a virtuális memóriában és virtuális processzorban lévő állapotadatokkal. Mindezek közben a virtuális gép az első ESX-en tovább fut. Ha a merevlemez(ek) tartalma és utána a vezérlés a második ESX-en megérkeztek s feladatát felvette akkor az a VMotion elkezdi a Redo-Logot az első ESX-ről a másodikra integrálni. Csak ha majdnem 100%-os az integrálás csak akkor állítja meg az első ESX a virtuális gépet. A maradék a Redo-Log -ból átvitelre kerül s a virtuális memória és processzor tartalma is integrálódik, így a második gépen teljes mértékben áll a rendszer, s tovább folytatja a feladatait.
Így a felhasználó által észrevett kiesés csupán egy-két másodperc (a Redo-Log és memória átvitelére igénybe vett idő).
Mivel a memóriatartalom kerül átvitelre, ezért a két gépben azonos típusú processzorra van szükség.

### VMware Player
A WMware Player egy ingyenes szoftver, amellyel a „kész” virtuális gépeket „le tudjuk játszani”. A Virtual Machine Center oldalon le lehet tölteni kész virtuális gépeket.
Így lehetővé válik, például egy Linux környezet letöltése, mellyel Windows alatt biztonságosan tudunk böngészni.

### VMware Converter
A Vmware Converter egy migrálást segítő eszköz Windows alá, amely fizikai rendszerekből virtuális rendszereket készít.

## A virtualizáció felhasználhatósága az informatikai környezetben
A szoftverfejlesztés terén megkönnyíti a munkát, mivel több operációs rendszer futhat egyszerre. Ezzel könnyedén lehet különböző platformokat tesztelni. A Snapshot segítségével visszaállítási pontokat lehet menteni, amelyekhez bármikor vissza lehet térni.
A virtualizáció segítségével elavult programok is használhatóak aktuális platformokon.
Továbbá a virtualizáció hídként szolgálhat a Windows és a Linux között. Így minden Windows program futtatható Linux alatt, anélkül, hogy újraindítanánk a gépet - nincs szükség dual-boot-ra.
A virtualizáció nagy segítséget jelenthet adatvisszaállításkor, mivel egy virtuális gép könnyen, mint egy könyvtár másolható (minden beállítással együtt), ezért elmenthető egy külső adathordozóra, pl: USB HDD.
Szükség esetén akár szerverparkok is rövidebb időn belül „újraéleszthetők”, s mindezt az összes beállítással.
Mivel a virtuális gépek hardverje mindig ugyanaz, ezért egy átköltözés egyik fizikai gépről a másikra teljesen problémamentes, gyakorlatilag egy könyvtár átmásolása.